# Amerykański Instytut Architektów

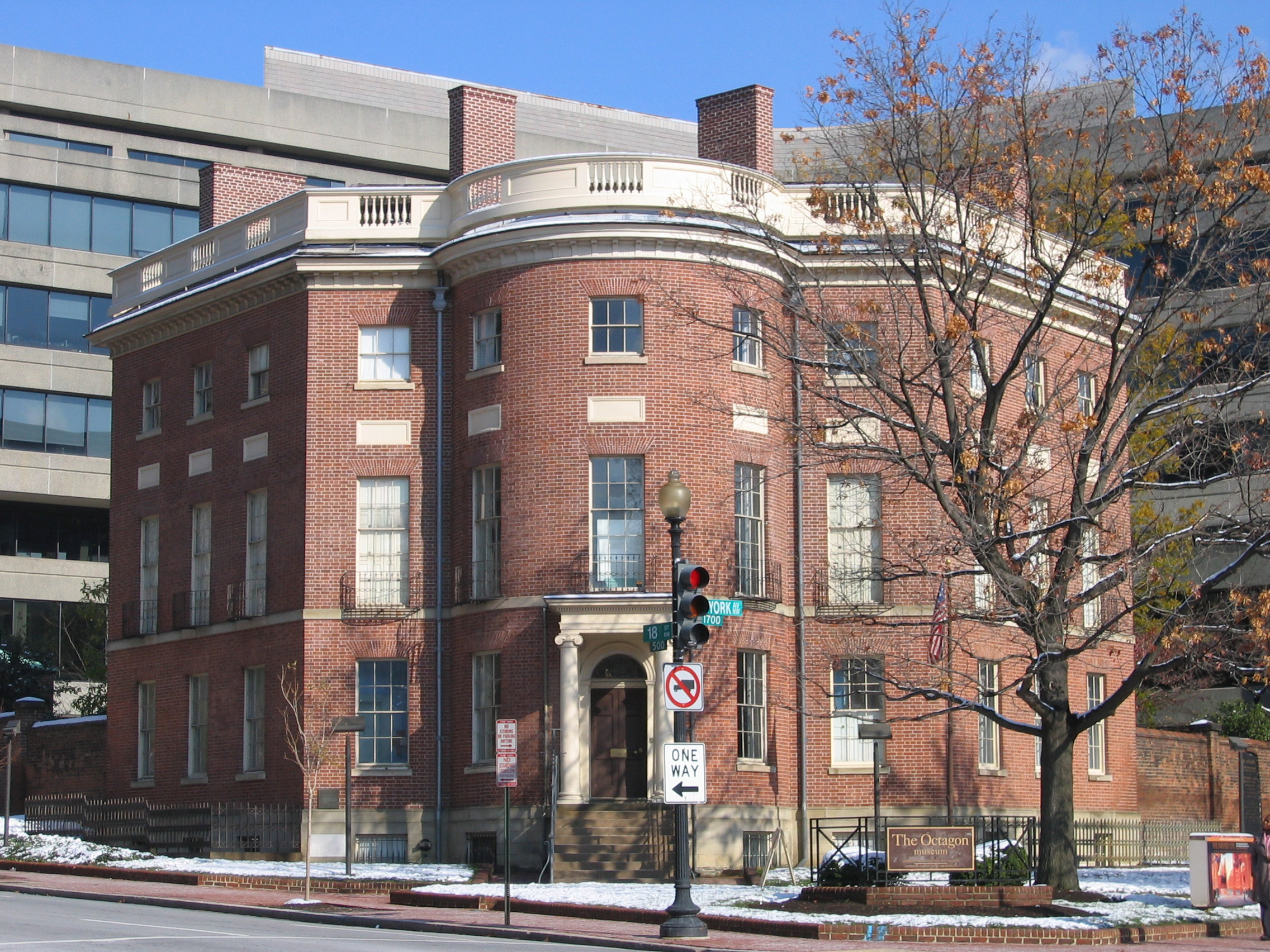
Octagon House- budynek należący do AIA

Amerykański Instytut Architektów, oficjalny akronim AIA (ang. American Institute of Architects) – profesjonalna organizacja zrzeszająca architektów ze Stanów Zjednoczonych. Siedziba główna znajduje się w Waszyngtonie. AIA oferuje edukację, rozwój społeczny i publiczne wsparcie w celu wzmocnienia wizerunku oraz wsparcia profesji.
AIA współpracuje także z projektantami oraz zespołem konstrukcyjnym przy koordynacji przemysłu budowlanego.

## Nagrody i odznaczenia
- Złoty Medal AIA
- Architecture Firm Award
- AIA/ACSA Topaz Medallion for Excellence in Architectural Education